# Tristesse (película)
Tristesse es una película española de comedia y drama estrenada el 29 de enero de 2021, escrita y dirigida por Emilio Ruiz Barrachina y protagonizada en los papeles principales por Enrique Simón, Michel Díaz, Miguelo García y Rebecca Arrosse. 

El título de la película hace referencia a la canción "Tristesse" de Chopin. 

## Sinopsis
Un cineasta es atacado por dirigir una película controvertida y debe decidir entre retirarse o seguir adelante a pesar de los enemigos. Analiza a través de sus vivencias y recuerdos la capacidad de odiar de los humanos.
Emilio Ruiz Barrachina, conocido por filmes como "La venta del paraíso" o documentales como "Lorca. El mar deja de moverse", dirige este largometraje que tiene como protagonista a Juan Bravo (protagonizado por Enrique Simón), un director de cine que recorre la ciudad de Oviedo en busca de sí mismo, de la inspiración y de sus recuerdos. La fantástica música de Chopin acompaña a Juan durante toda su meditación.
El director madrileño cuenta con un reparto formado por intérpretes como Enrique Simón ("Felicidades, Tovarich"), Barbara Caffarel ("El señor Manolo"), Maria Ivanova ("El violín de piedra"), Víctor Ramírez ("La Tragedia Llenas: Un Código 666") o Michel Díaz, que encarna a una versión más joven del protagonista.

## Reparto
Enrique Simón, Michel Díaz, Miguelo García, Rebecca Arrosse, Carmen Gloria García, Ángel Héctor Sánchez, Eloisa Martín, Bárbara Caffarel,  Miss Beige, María Ivanova y Ángela Show.